# Walerian Krasiński
Walerian Skorobohaty Krasiński (1795 – 22. prosince 1855 Edinburgh) byl polský hrabě, historik, publicista, tiskař a diplomat. Jeho nejvýznamnějším dílem je Historical Sketch of the Rise, Progress and Decline of the Reformation in Poland (2 svazky, 1838 a 1840).